# Nicolas Perrault
Pour les articles homonymes, voir Perrault.
Nicolas Perrault, né à Paris en 1624 et mort en 1662, est un théologien français docteur en Sorbonne.

## Présentation
Amateur de mathématiques et théologien, il est exclu de la Sorbonne pour ses opinions jansénistes en 1656, en même temps qu'Antoine Arnauld. Il a notamment écrit La Morale des jésuites extraite fidèlement de leurs livres, etc (1667), ouvrage qui a fait en son temps beaucoup de bruit. Il est le frère de Charles Perrault, l'auteur des Contes de ma mère l'Oye, de Claude Perrault, médecin et architecte, et de Pierre Perrault, écrivain.

## Sources
1. ↑  Charles Perrault, Contes, par Catherine Magnien, Éditions Classiques de Poche
2. ↑  Encyclopédie Larousse du XXe siècle, Paris, 1932